# 駈けてきた処女
『駈けてきた処女』（かけてきたおとめ）は、1982年3月21日に発売された三田寛子のデビュー・シングル。

## 解説
- プロデューサーの酒井政利が山口百恵路線を狙うべく、CBS・ソニーの一押しアイドルとしてデビュー。
- 作詞は阿木燿子、作曲は井上陽水と、いずれも山口百恵に楽曲提供の経歴がある2人が手掛けている。
- 本楽曲は、三田が起用されていたカルピスソーダのCMソングとして使用された。
- 1989年に、当時歌手活動を行っていた中山忍がカバーした[注釈 1]。

## 収録曲
1. 駈けてきた処女（3分56秒）
作詞: 阿木燿子／作曲：井上陽水／編曲：萩田光雄
2. 何故ですか（3分25秒）
作詞：小林和子／作曲：芳野藤丸／編曲：船山基紀